# Cinta Raja (Sail)
Cinta Raja is een bestuurslaag in het regentschap Pekanbaru van de provincie Riau, Indonesië. Cinta Raja telt 5853 inwoners (volkstelling 2010).